# Pleuroprion intermedium
Pleuroprion intermedium là một loài chân đều trong họ Antarcturidae. Loài này được Richardson miêu tả khoa học năm 1899.